# 17 ق هـ
17 ق هـ هي السنة السابعة عشرة السابقة للهجرة النبوية، وهي توافق ما بين سنتي 604 و605 حسب التقويم الميلادي، أي أنها بدأت في سنة 604م وانتهت في سنة 605م.